# Morales del Vino
Morales del Vino és un municipi de la província de Zamora, a la comunitat autònoma de Castella i Lleó.
| 1996  | 2001  | 2004 |
| ----- | ----- | ---- |
| 1.192 | 1.440 | 1807 |

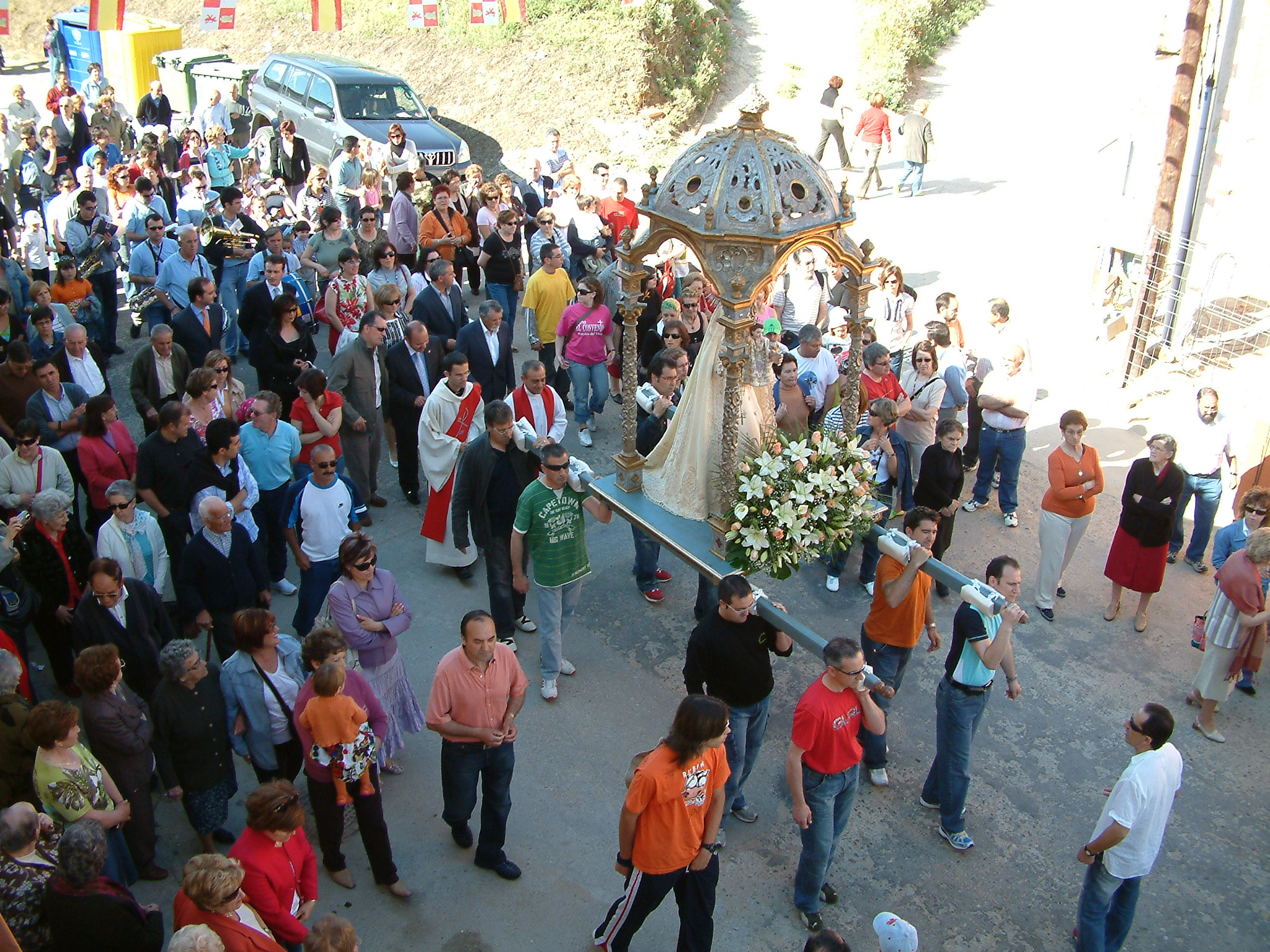
Processó
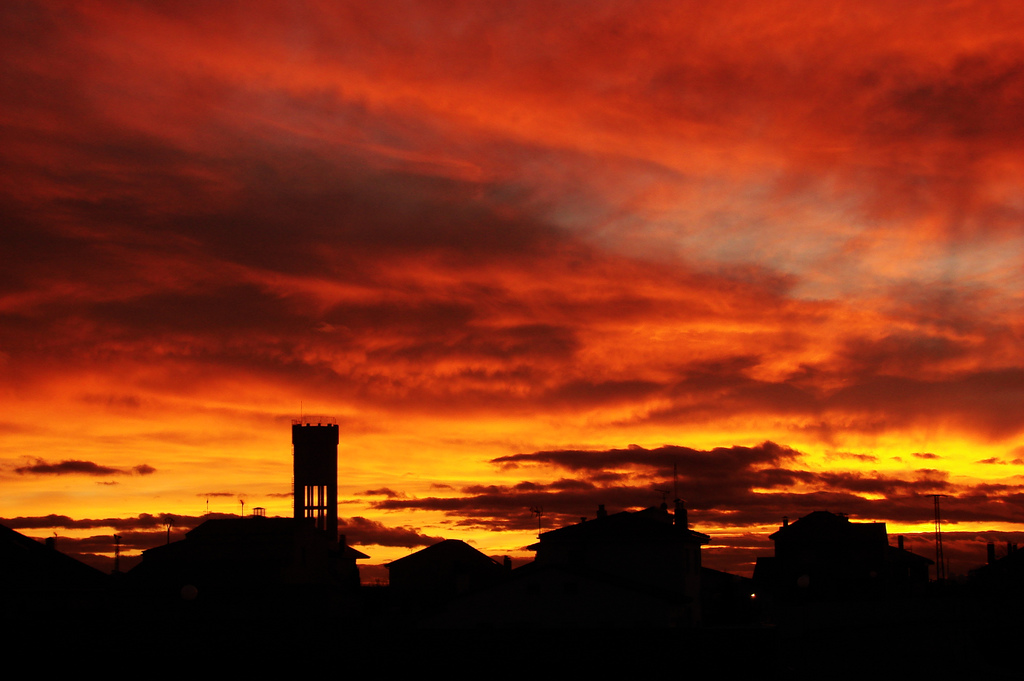
Posta de sol
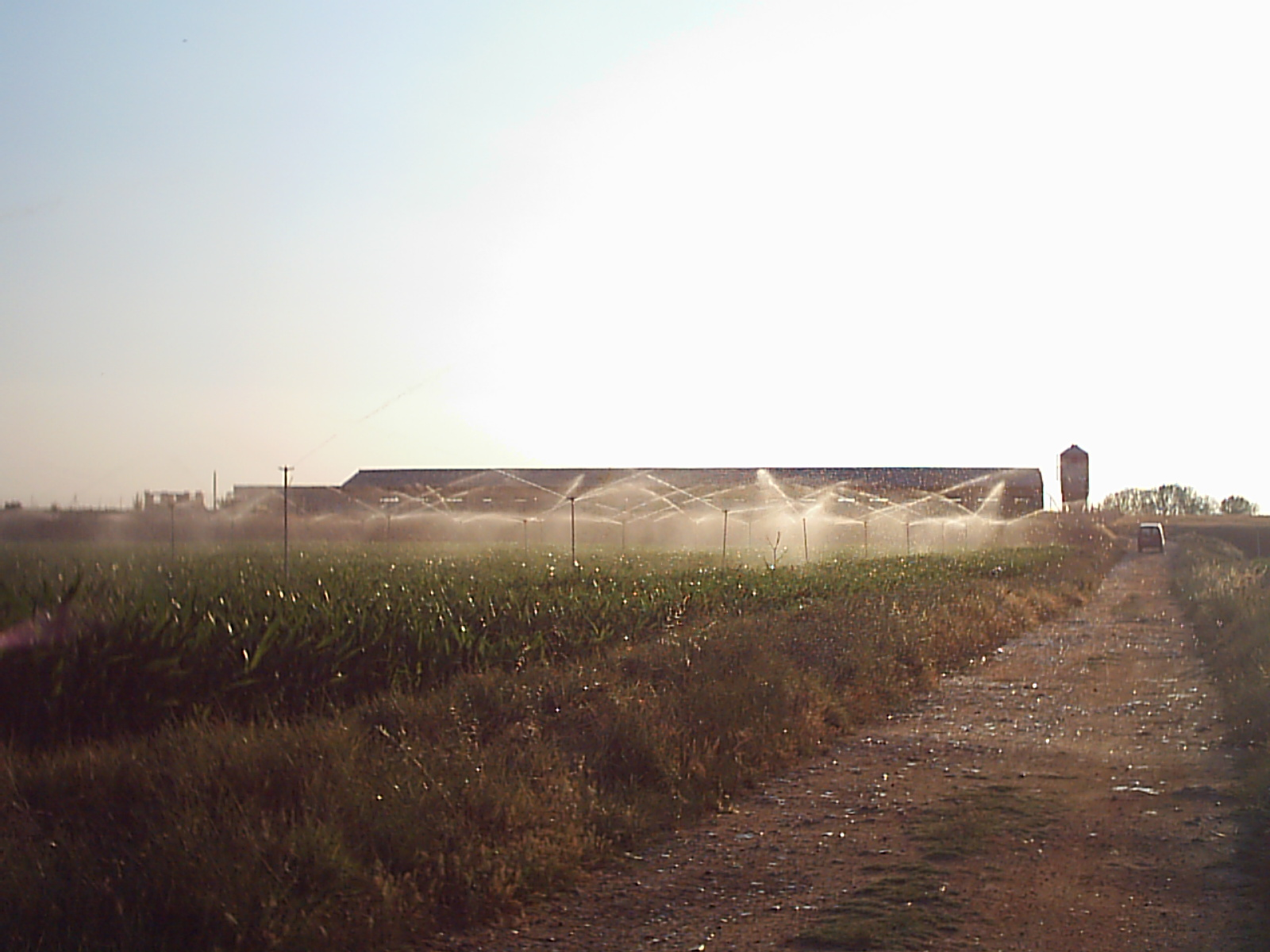
Regadiu
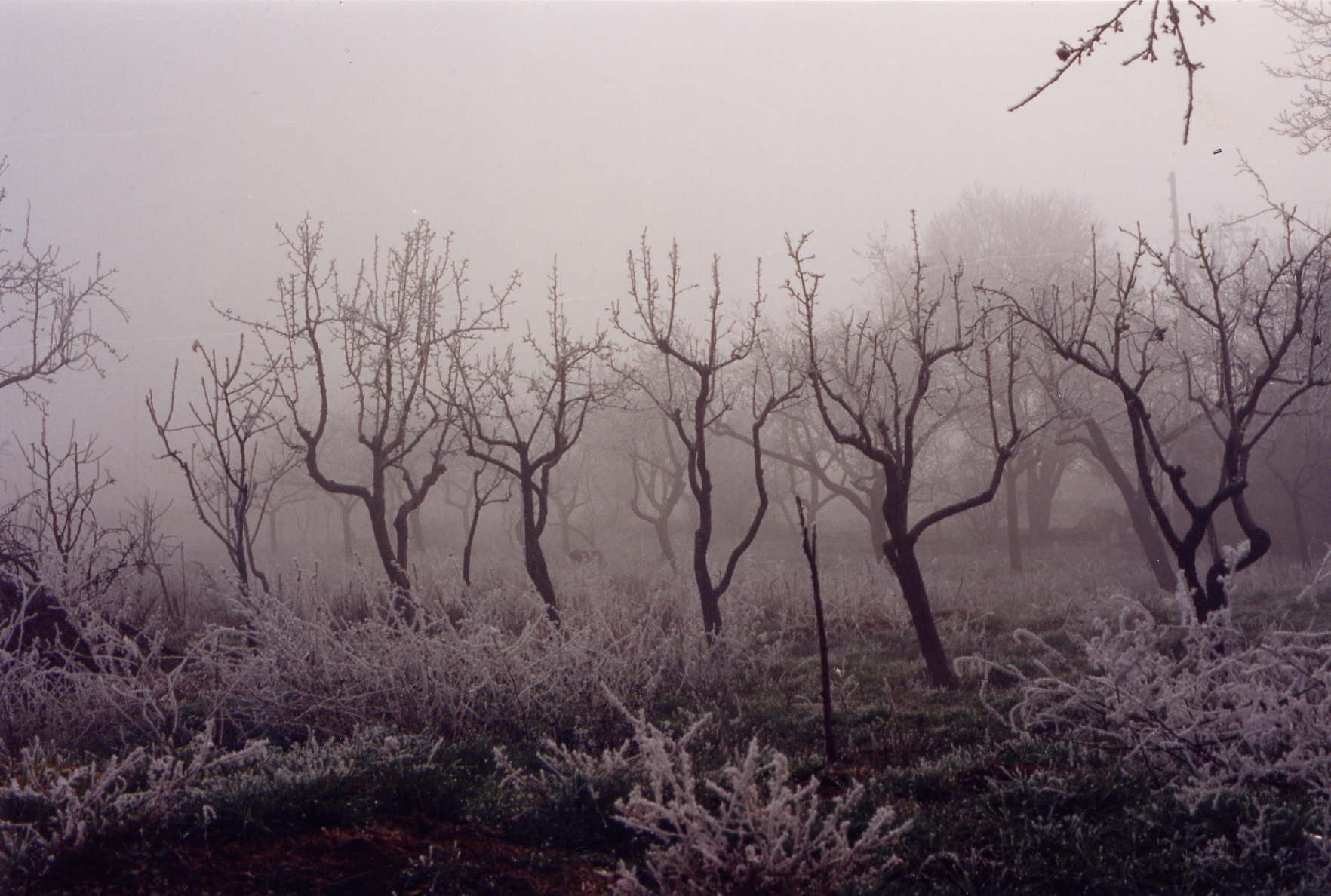
Gebrada